# Paralimnophila (Paralimnophila) fraudulenta
Paralimnophila (Paralimnophila) fraudulenta is een tweevleugelige uit de familie steltmuggen (Limoniidae). De soort komt voor in het Australaziatisch gebied.